# Politique dans les Territoires du Nord-Ouest
La politique dans les Territoires du Nord-Ouest repose sur un régime parlementaire basé sur le système de Westminster avec la particularité de fonctionner sans partis politiques mais dans le cadre d'un gouvernement de consensus.
Territoire au sein de la Confédération canadienne, les Territoires du Nord-Ouest exercent les compétences qui leur sont délégués par le Parlement du Canada.

## Compétences
À la différence d'une province, les compétences des Territoires du Nord-Ouest ne découle pas d'une souveraineté interne reconnue par la Constitution du Canada mais d'une délégation de pouvoirs accordées par le Parlement du Canada.
Toutefois, la Loi sur les Territoires du Nord-Ouest accorde au territoire la plupart des compétences exercées par une province, notamment : le droit civil, l'éducation, les services sociaux et de santé, les prisons, les municipalités, la création et la perception d'impôts directs, l'agriculture. Depuis 2014, le territoire est en outre compétent pour la prospection et l'exploitation des ressources naturelles et leur taxation bien que, comme dans les autres territoires, la quasi-totalité des terres appartiennent au gouvernement fédéral. L'article 25 de la Loi sur les Territoires du Nord-Ouest prévoit explicitement que le territoire ne peut pas recevoir plus de compétences que celles accordées aux provinces par la Constitution.
De plus, la majeure partie des ressources du gouvernement du territoire provient directement de financements fédéraux.

## Institutions

### Commissaire
À la tête du territoire se trouve un commissaire nommé par le gouverneur-général du Canada sur recommandation du gouvernement. Son rôle est similaire à celui du lieutenant-gouverneur d'une province : il nomme les membres du conseil exécutif, sanctionne les lois et peut dissoudre l'Assemblée législative.
Toutefois, à la différence d'un lieutenant-gouverneur, il ne représente pas la reine mais le gouvernement fédéral. La Loi sur les Territoires du Nord-Ouest prévoit que le commissaire exerce ses fonctions conformément aux instructions du gouverneur général et du ministre des Affaires autochtones et du Nord.

### Gouvernement de consensus

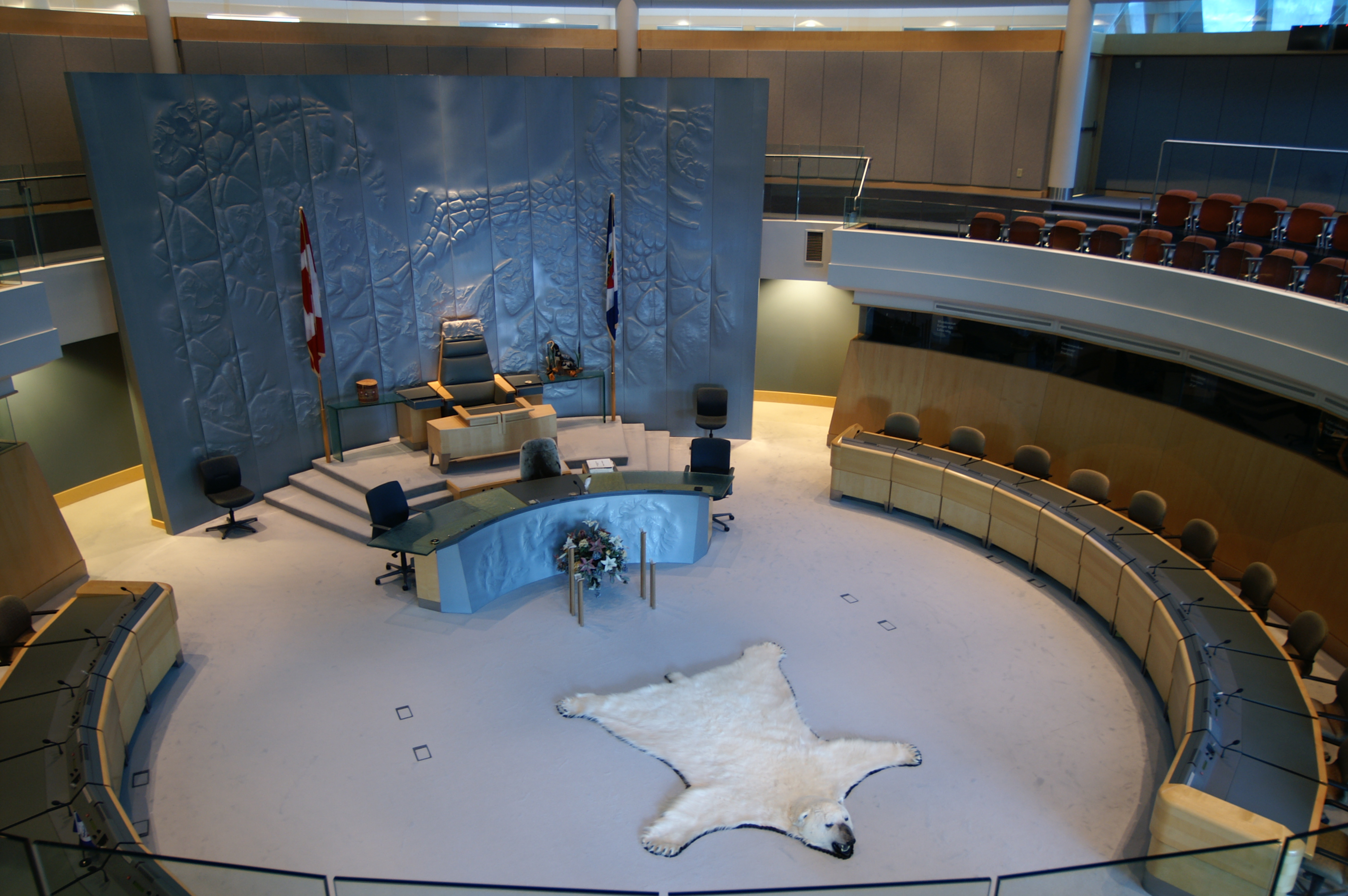
La chambre des débats de l'Assemblée législative : les députés siègent en cercle.

Les Territoires du Nord-Ouest fonctionnent selon le principe du gouvernement de consensus : il n'y a pas de partis politiques et l'ensemble 19 membres de l'Assemblée législative sont élus en tant qu'indépendants dans leurs circonscriptions respectives.
Après chaque élection générale, les députés se réunissent en une rencontre de dirigeants territoriaux qui a lieu en public. Ils élisent parmi eux le président de l'Assemblée législative, puis, à la suite de discussions et rencontres informelles et d'une présentation des candidats, ils élisent le Premier ministre et les ministres lors d'un vote au bulletin secret. Le Premier ministre et les ministres sont ensuite formellement nommés à leurs postes par le commissaire. Les portefeuilles ministériels sont attribués aux ministres par le Premier ministre mais un vote de l'Assemblée législative est nécessaire pour démettre un ministre de ses fonctions.

### Élections
Les élections générales ont lieu tous les cinq ans, à moins que l'Assemblée soit dissoute plus tôt par le commissaire. Comme il n'existe pas de partis politiques, tous les candidats se présentent en tant qu'indépendants.
Les députés sont élus au suffrage universel direct selon le scrutin uninominal à un tour, chacune des 19 circonscriptions élisant un député.